# Irving-Williams-Reihe
Die Irving-Williams-Reihe wurde nach den Chemikern Harry Munroe Napier Hetherington Irving (1905–1993) und Robert Joseph Paton Williams (1926–2015) benannt. Sie publizierten 1948 in der wissenschaftlichen Zeitschrift Nature einen Artikel über Forschungsergebnisse zu Trends in den Stabilitäten von Komplexen zweiwertiger Ionen von Übergangsmetallen der vierten Periode. Bei der Verwendung verschiedener Liganden ergab sich immer eine Zunahme der Stabilität von Mangan über Eisen, Cobalt und Nickel bis zum Kupfer und dann ein Abfall zum Zink. Diese „Stabilitätstrend-Reihe“ wurde nach ihnen als Irving-Williams-Reihe benannt.

## Die Reihe
Ba(II) < Sr(II) < Ca(II) < Mg(II) < Mn(II) < Fe(II) < Co(II) < Ni(II) < Cu(II) > Zn(II)

## Erklärung
i) Betrachten wir eine Periode, so sinkt die Abschirmung der 3d-Orbitale mit steigender Kernladungszahl. Der Metallionenradius nimmt ab, wodurch die Lewis-Säurestärke zunimmt und somit die M-L-Bindung gestärkt wird.
ii) Zusätzliche Stabilisierung erhalten wir aus der Ligandenfeldstabilisierungsenergie und weiteren Elektronen im t2g-Band.
iii) Aufgrund der Jahn-Teller-Verzerrung erfährt Cu(II) eine erstaunlich hohe Stabilisierung.